# 塞桑河

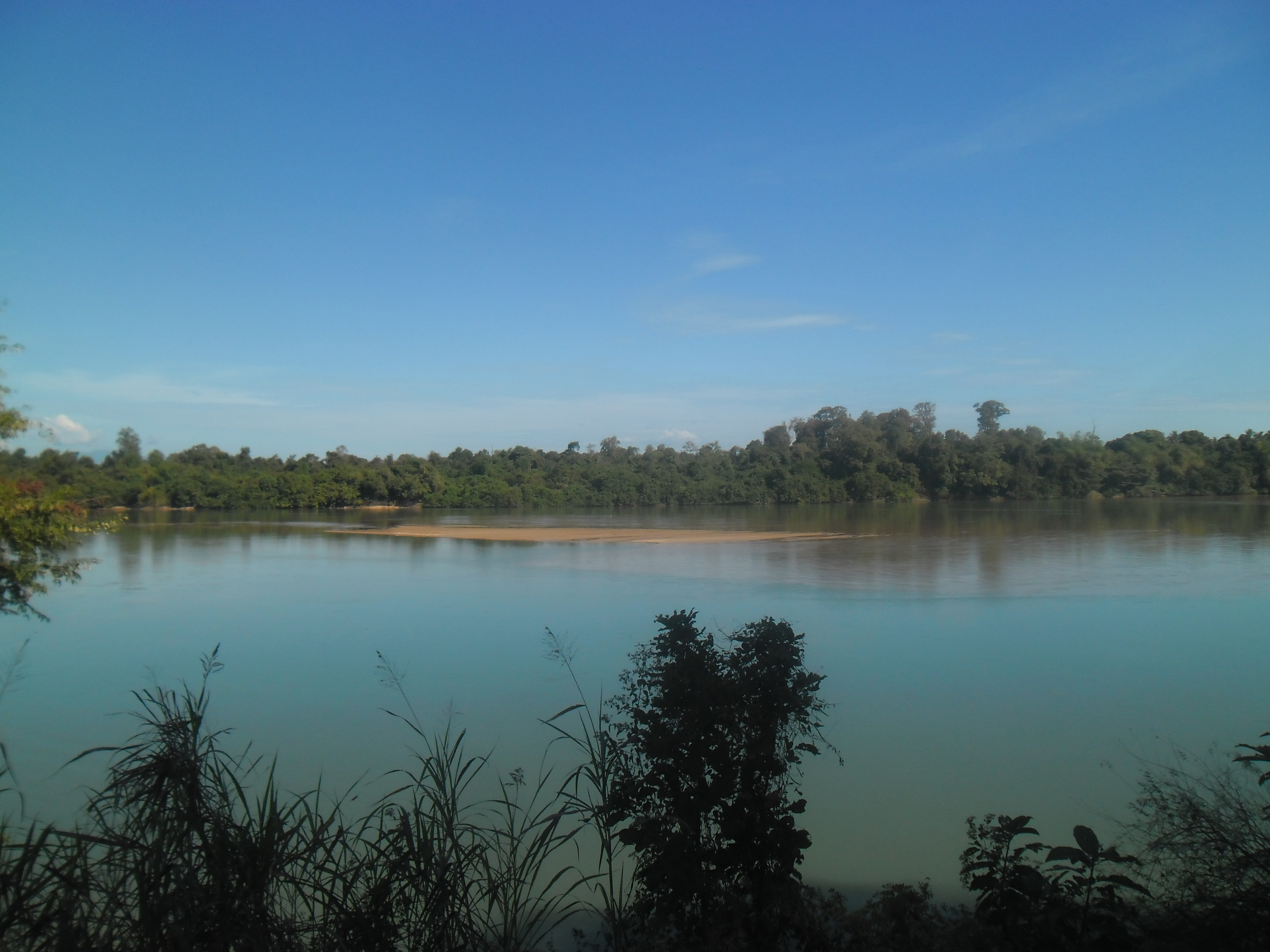
塞桑河

塞桑河，又稱桑河，是流經越南中部及柬埔寨東北部的一條河流。它是湄公河的二級支流，注入公河:98-99，河口距離湄公河僅有8公里。中游的一部分河道是柬埔寨與越南兩國的界河。
塞桑河及其支流上建有許多水力發電大壩。最大的是位於其支流斯雷博克河滙入點下游不遠處的塞桑河下游2號水壩。它的上游還有一連串水壩：塞桑4A、塞桑4、塞桑3A、塞桑3及雅麗瀑布壩。它的支流還有幾座水壩。

## 外部連結
- Location in Google Maps